# LEDA 677373
LEDA 677373은 센타우루스자리 방향으로 약 1,470만 광년 떨어진 불규칙 은하이다. 메시에 83과의 상호 작용으로 인해 가스가 거의 다 소진되었다.